# Делл (Арканзас)
Делл (англ. Dell) — місто (англ. town) в США, в окрузі Міссіссіппі штату Арканзас. Населення — 194 особи (2020).

## Географія
Делл розташований на висоті 73 метри над рівнем моря за координатами 35°51′33″ пн. ш. 90°1′35″ зх. д. / 35.85917° пн. ш. 90.02639° зх. д. (35.859139, -90.026267). За даними Бюро перепису населення США в 2010 році місто мало площу 3,87 км², уся площа — суходіл.

## Демографія
Згідно з переписом 2010 року, у місті мешкали 223 особи в 97 домогосподарствах у складі 65 родин. Густота населення становила 58 осіб/км². Було 107 помешкань (28/км²).
Расовий склад населення:
| - 99,6 % — білих |

До двох чи більше рас належало 0,0 %. Іспаномовні складали 0,4 % від усіх жителів.
За віковим діапазоном населення розподілялося таким чином: 22,0 % — особи молодші 18 років, 56,9 % — особи у віці 18—64 років, 21,1 % — особи у віці 65 років та старші. Медіана віку мешканця становила 45,4 року. На 100 осіб жіночої статі у місті припадало 99,1 чоловіків; на 100 жінок у віці від 18 років та старших — 91,2 чоловіків також старших 18 років.
Середній дохід на одне домашнє господарство становив 47 873 долари США (медіана — 29 375), а середній дохід на одну сім'ю — 63 575 доларів (медіана — 46 250). За межею бідності перебувало 6,4 % осіб, у тому числі 0,0 % дітей у віці до 18 років та 9,1 % осіб у віці 65 років та старших.
Цивільне працевлаштоване населення становило 85 осіб. Основні галузі зайнятості: освіта, охорона здоров'я та соціальна допомога — 32,9 %, виробництво — 21,2 %, науковці, спеціалісти, менеджери — 12,9 %, транспорт — 11,8 %.
За даними перепису населення 2000 року в Деллі проживав 251 осіб, 73 родини, налічувалося 115 домашніх господарств і 121 житловий будинок. Середня густота населення становила близько 109,1 особа на один квадратний кілометр. Расовий склад Делла за даними перепису розподілився таким чином: 89,64 % білих, 1,20 % — чорних або афроамериканців, 0,40 % — азіатів, 0,80 % — представників змішаних рас, 7,97 % — інших народів. Іспаномовні склали 7,97 % від усіх жителів містечка.
З 115 домашніх господарств в 18,3 % — виховували дітей віком до 18 років, 48,7 % представляли собою подружні пари, які спільно проживали, в 12,2 % сімей жінки проживали без чоловіків, 35,7 % не мали сімей. 34,8 % від загального числа сімей на момент перепису жили самостійно, при цьому 19,1 % склали самотні літні люди у віці 65 років та старше. Середній розмір домашнього господарства склав 2,18 особи, а середній розмір родини — 2,78 особи.
Населення містечка за віковим діапазоном за даними перепису 2000 року розподілилося таким чином: 19,5 % — жителі молодше 18 років, 10,8 % — між 18 і 24 роками, 23,1 % — від 25 до 44 років, 23,1 % — від 45 до 64 років і 23,5 % — у віці 65 років та старше. Середній вік мешканця склав 43 роки. На кожні 100 жінок в Деллі припадало 90,2 чоловіків, у віці від 18 років та старше — 88,8 чоловіків також старше 18 років.
Середній дохід на одне домашнє господарство в містечкі склав 26 607 доларів США, а середній дохід на одну сім'ю — 31 667 доларів. При цьому чоловіки мали середній дохід в 26 250 доларів США на рік проти 21 250 доларів середньорічного доходу у жінок. Дохід на душу населення в містечкі склав 15 762 долари на рік. 10,6 % від усього числа сімей в населеному пункті і 12,1 % від усієї чисельності населення перебувало на момент перепису населення за межею бідності, при цьому 13,3 % з них були молодші 18 років і 12,0 % — у віці 65 років та старше.